# 枚方市立桜丘中学校
枚方市立桜丘中学校（ひらかたしりつ さくらおかちゅうがっこう）は、大阪府枚方市桜丘町にある公立中学校。
校区内にある星ヶ丘医療センター(旧星ヶ丘厚生年金病院)に院内学級を設置し、同病院に入院中の生徒への教育を実施している。
1983年4月、枚方市立中宮中学校・枚方市立村野中学校（現在は廃校）の2校の校区を再編して開校した。なお2001年には、村野中学校の廃校に伴い従来の同校の校区の一部を編入している。

## 沿革
- 1983年4月1日 - 枚方市立桜丘中学校として開校。
- 2001年4月1日 - 枚方市立村野中学校と統合。
- 2002年4月1日 - 標準服改定。

## 通学区域
- 枚方市立桜丘小学校と枚方市立桜丘北小学校の通学区域全域。
- 枚方市立川越小学校の通学区域のうち、枚方市村野南町。

## 交通
- 京阪交野線 村野駅 北東1.2km。

## 出身人物
- 厚ヶ瀬美姫 （野球選手）
- 国吉佑樹  (野球選手)
- 狩野新 - (サッカー選手)(プロフットサル選手)フットサル日本代表選手（バサジィ大分）
- 狩野倫久 - (プロサッカー選手)(JFA 公認S級コーチ)　SAGAWA SHIGA FOOTBALL ACADEMY